# Parafia Matki Bożej Nieustającej Pomocy w Mogilnie
Parafia MB Nieustającej Pomocy – parafia rzymskokatolicka w Mogilnie, w dekanacie mogileńskim. 
Jest jedną z 12 parafii leżących w granicach dekanatu mogileńskiego. 
Cmentarz znajduje się przy kaplicy M. B. Bolesnej.

## Rys historyczny
Dekretem z dnia 28 kwietnia 1982 roku ks. abp Józef Glemp – prymas Polski erygował nową parafię w Mogilnie pod wezwaniem Matki Bożej Nieustającej Pomocy.
4 grudnia 1988 roku, na zaproszenie ks. proboszcza Eugeniusza Jaworskiego, przybył do parafii kard. Józef Glemp – prymas Polski, aby wmurować kamień węgielny w mury budowanego kościoła. Podczas Mszy św. parafianin Czesław Rachubiński odczytał akt erekcyjny, na którym prymas Polski złożył swój podpis. Następnie akt umieszczono w metalowej puszce, po czym prymas dokonał symbolicznego wmurowania aktu w mury powstającej świątyni. Budowa kościoła została ukończona 27 września 1998 roku.

## Zasięg parafii
Ulice Mogilna na obszarze parafii: Dworcowa nr 1,3, 5, Hallera strona parzysta, Bloki przy ul. Hallera nr 33 i 29, Jana Pawła II, Kasprowicza, Kasztanowa, Kwiatowa, Kościuszki 3a i 2a, 900-lecia, 3 Maja, Mostowa, Ogrodowa, Piłsudskiego, Słoneczna, Sportowa, 22 Stycznia, Wiosenna.
Miejscowości na obszarze parafii: Mogilno, Iskra i Wiecanowo.

## Dokumenty
Księgi metrykalne:
- ochrzczonych od 1982 roku
- małżeństw od 1982 roku
- pogrzebów od 1982 roku

## Grupy parafialne
Chór Parafialny „Immaculata”, Dzieci Maryi, Krąg Biblijny, Chórek parafialny „Gloria”, Odnowa w Duchu Świętym, Służba Liturgiczna Ołtarza, Zespół Charytatywny, Żywy Różaniec Matek, Stowarzyszenie rodzin ALVIRA.